# Copa Intertoto de la UEFA 2000
La Copa Intertoto de la UEFA 2000 va ser la 40a edició de la Copa Intertoto i la 6a des que l'organitza la UEFA.

## Primera ronda
| Equip 1                   | Global | Equip 2               | Anada | Tornada |
| ------------------------- | ------ | --------------------- | ----- | ------- |
| Pelister                  | 4–1    | Hobscheid             | 3–1   | 1–0     |
| Trenčín                   | 0–4    | Dinaburg              | 0–3   | 0–1     |
| Zagłębie Lubin            | 7–1    | Vilash Masallı        | 4–0   | 3–1     |
| Cibalia                   | 4–2    | Obilić                | 3–1   | 1–1     |
| LASK Linz                 | 4–1    | Hapoel Petah Tikva    | 3–0   | 1–1     |
| Nea Salamis Famagusta     | 6–2    | Vllaznia              | 4–1   | 2–1     |
| HB Tórshavn               | 0–7    | Tatabánya             | 0–4   | 0–3     |
| Leiftur                   | (c)6–6 | Luzern                | 2–2   | 4–4     |
| Glenavon                  | 1–4    | Slaven Belupo         | 1–1   | 0–3     |
| Dnepr-Transmash Mogilev   | 4–2    | Silkeborg             | 2–1   | 2–1     |
| Floriana                  | 1–3    | Stabæk                | 1–1   | 0–2     |
| Dinamo Tbilisi            | 3–3(c) | Standard Liège        | 2–2   | 1–1     |
| Primorje                  | 11–0   | Westerlo              | 5–0   | 6–0     |
| FC Narva Trans            | 4–9    | Ceahlăul Piatra Neamţ | 2–5   | 2–4     |
| Cwmbran Town              | 0–2    | Nistru Otaci          | 0–1   | 0–1     |
| Kocaelispor               | 1–1(p) | Atlantas              | 0–1   | 1–0     |
| Västra Frölunda           | (c)2–2 | Zrinjski Mostar       | 1–0   | 1–2     |
| MyPa                      | 4–5    | Neuchâtel Xamax       | 1–2   | 3–3     |
| Araks Ararat FC           | 1–3    | Sigma Olomouc         | 1–2   | 0–1     |
| University College Dublin | 3–3(c) | Velbazhd Kyustendil   | 3–3   | 0–0     |

## Segona ronda
| Equip 1                   | Global | Equip 2                 | Anada | Tornada |
| ------------------------- | ------ | ----------------------- | ----- | ------- |
| FC Nistru Otaci           | 3–7    | SV Austria Salzburg     | 2–6   | 1–1     |
| FC Zenit Saint Petersburg | 6–1    | NK Primorje             | 3–0   | 3–1     |
| Perugia                   | 2–3    | Standard Liège          | 1–2   | 1–1     |
| Nea Salamis FC            | 1–3    | Austria Wien            | 1–0   | 0–3     |
| Stabæk                    | 0–5    | AJ Auxerre              | 0–2   | 0–3     |
| Dinaburg FC               | 0–1    | AaB                     | 0–0   | 0–1     |
| LASK Linz                 | 3–4    | FK Marila Příbram       | 1–1   | 2–3     |
| FK Atlantas               | 2–7    | Bradford City A.F.C.    | 1–3   | 1–4     |
| RCD Mallorca              | 3–4    | Ceahlăul Piatra Neamţ   | 2–1   | 1–3     |
| FK Chmel Blšany           | 8–2    | Dnepr-Transmash Mogilev | 6–2   | 2–0     |
| CS Sedan Ardennes         | 6–2    | Leiftur                 | 3–0   | 3–2     |
| Neuchâtel Xamax           | 2–10   | VfB Stuttgart           | 1–6   | 1–4     |
| Zagłębie Lubin            | 1–1(c) | NK Slaven Belupo        | 1–1   | 0–0     |
| Tatabánya FC              | 3–2    | HNK Cibalia             | 3–2   | 0–0     |
| FK Pelister               | 3–1    | Västra Frölunda IF      | 3–1   | 0–0     |
| Velbazhd Kyustendil       | 2–8    | Sigma Olomouc           | 2–0   | 0–8     |

## Tercera ronda
| Equip 1                   | Global | Equip 2             | Anada | Tornada |
| ------------------------- | ------ | ------------------- | ----- | ------- |
| Celta de Vigo             | 5–1    | FK Pelister         | 3–0   | 2–1     |
| AaB                       | 2–3    | Udinese             | 0–2   | 2–1     |
| CS Sedan Ardennes         | 1–2    | VfL Wolfsburg       | 0–0   | 1–2     |
| FK Marila Příbram         | 1–3    | Aston Villa F.C.    | 0–0   | 1–3     |
| FK Chmel Blšany           | 8–0    | Kalamata FC         | 5–0   | 3–0     |
| RC Lens                   | 2–2(c) | VfB Stuttgart       | 2–1   | 0–1     |
| Bradford City A.F.C.      | 3–0    | RKC Waalwijk        | 2–0   | 1–0     |
| FC Rostselmash            | 1–5    | AJ Auxerre          | 0–2   | 1–3     |
| NK Slaven Belupo          | 1–2    | Sigma Olomouc       | 1–1   | 0–1     |
| Standard Liège            | 4–2    | SV Austria Salzburg | 3–1   | 1–1     |
| Ceahlăul Piatra Neamţ     | 2–5    | Austria Wien        | 2–2   | 0–3     |
| FC Zenit Saint Petersburg | 4–2    | Tatabánya FC        | 2–1   | 2–1     |

## Quarta ronda
| Equip 1                   | Global | Equip 2        | Anada | Tornada |
| ------------------------- | ------ | -------------- | ----- | ------- |
| Sigma Olomouc             | 3–1    | Chmel Blšany   | 3–1   | 0–0     |
| VfB Stuttgart             | 2–1    | Standard Liège | 1–1   | 1–0     |
| FC Zenit Saint Petersburg | 4–0    | Bradford City  | 1–0   | 3–0     |
| Celta de Vigo             | 3–1    | Aston Villa    | 1–0   | 2–1     |
| Austria Wien              | 0–3    | Udinese        | 0–1   | 0–2     |
| Auxerre                   | 3–2    | VfL Wolfsburg  | 1–1   | 2–1(pr) |

## Cinquena ronda
| Equip 1       | Global | Equip 2                   | Anada | Tornada |
| ------------- | ------ | ------------------------- | ----- | ------- |
| Celta de Vigo | 4–3    | FC Zenit Saint Petersburg | 2–1   | 2–2     |
| Sigma Olomouc | 4–6    | Udinese                   | 2–2   | 2–4(pr) |
| Auxerre       | 1–3    | VfB Stuttgart             | 0–2   | 1–1     |